# 오렌지 (애니메이션 제작사)

오렌지(Orange Co., Ltd., 일본어: 有限会社オレンジ)는 3DCG 애니메이션 제작을 전문으로 하는 도쿄 무사시노에 본사를 둔 일본 애니메이션 제작사이다. 이 스튜디오는 CG 작업에서 흔히 볼 수 있는 전통적인 움직임과 다른 과장된 3D와 연출 스타일로 유명하다.

## 설립
이노모토 에이지는 조이드 -ZOIDS- 및 공각기동대 STAND ALONE COMPLEX(타치코마 3D 유닛의 주요 멤버 중 한 명) 작업으로 다소 유명해진 CG 애니메이터로 2004년 5월 1일에 오렌지를 설립했다. 스튜디오 초기 역사의 대부분 동안 이 회사는 주로 2007년 오리지널 애니메이션 히로익 에이지(XEBEC) 및 RAIL WARS!(Passione)와 같은 3D 작품을 아웃소싱했다. 설립 후 9년이 지난 2013년이 되어서야 오렌지는 상당한 수준의 주요 프로젝트 제작에 참여했다. 마제스틱 프린스를 스튜디오 동화공방과 공동 제작했다. 마제스틱 프린스에 이어 블랙 불릿과 키네마 시트러스 등 다수의 작품을 공동 제작하기 시작했으며, 2017년에는 스튜디오에서 공동 제작이 아닌 첫 번째 애니메이션을 제작했다. 이 작품은 보석의 나라를 각색한 것으로 긍정적인 비평을 받았으며 CG 애니메이션 사용에 대한 찬사를 받았다.

## 작품

### TV 애니메이션
- 은하기공대 마제스틱 프린스
- 블랙 불릿
- NORN9 노른+노넷
- 디멘션 W
- 보석의 나라
- BEASTARS
- 고지라 S.P: 싱귤러 포인트

### OVA, ONA, TV 스페셜
- 스타폭스 제로
- 아이돌마스터 신데렐라 걸즈

### 영화
- 아이돌리쉬 세븐